# Softbank Group

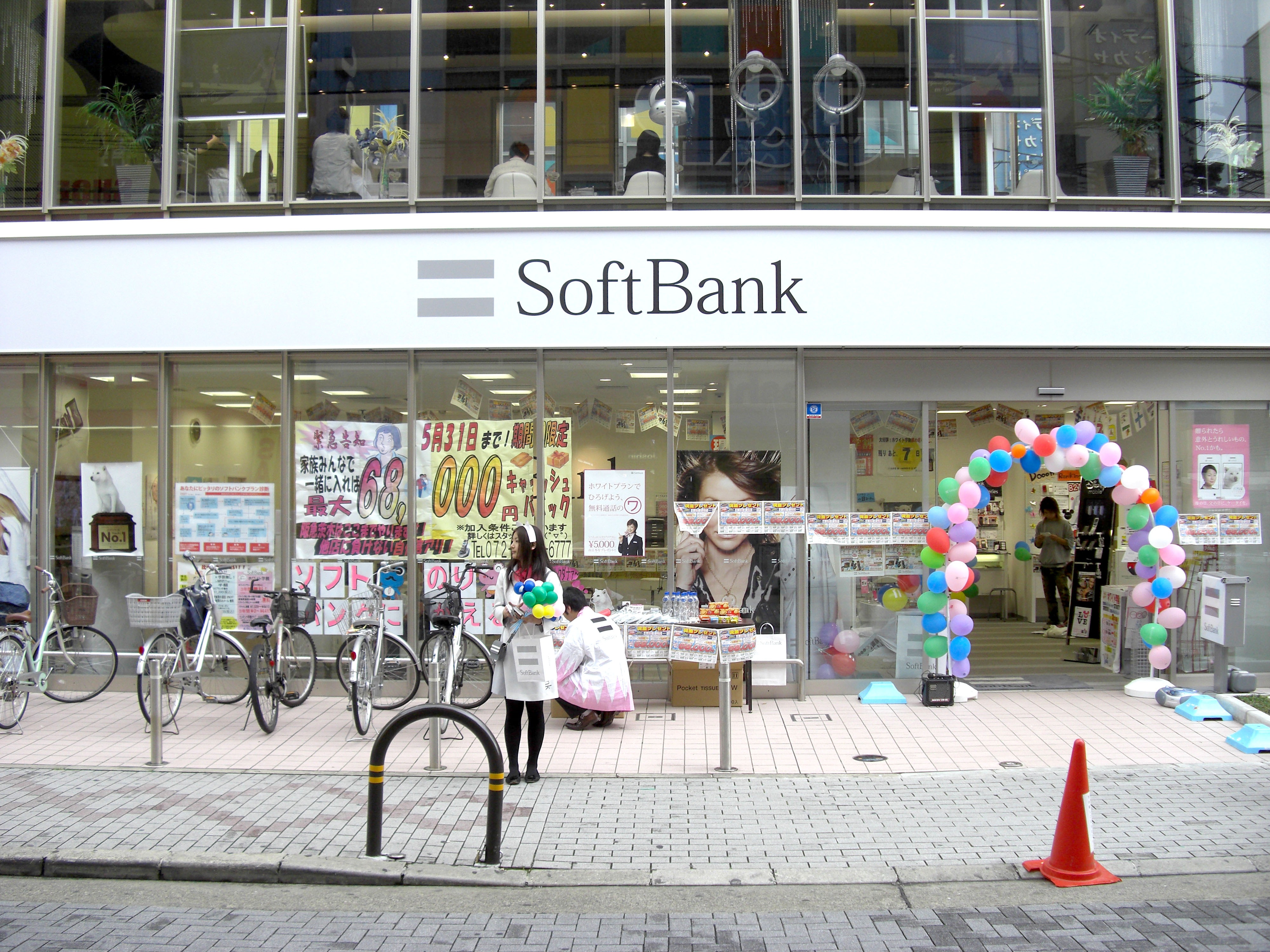
Softbank i Ibaraki, Osaka prefektur, Japan

Softbank Group Corp., stiliserat som SoftBank Group Corp., är ett börsnoterat japanskt multinationellt företag med intressen bland annat inom telekommunikation och IT, som grundades 1981 och som har sitt huvudkontor i Tokyo, Japan.
Softbank grundades av Masayoshi Son, som fortfarande är dess huvudägare och leder företaget.

## Historik
År 2010 köpte Softbank in sig med 13,7 procent i Ustream med möjlighet att öka aktieandelen till 30 procent till år 2011.
År 2018 grundade Softbank Vision Fund, som är världens största investeringsfond i internetföretag.